# 回到非洲去运动

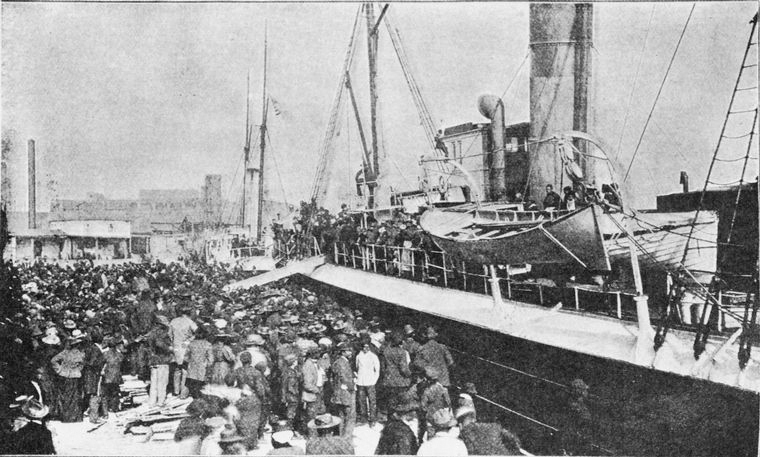
1896年黑人前往利比里亚

回到非洲去运动（英語：Back-to-Africa movement）是18、19世纪的一个美国政治运动，当时很多欧洲裔美国人相信非裔美国人自己愿意重返非洲大陆。运动以失败告终，进而催生了美国废奴运动。馬科斯·加維、拉斯塔法里运动成员是其著名支持者。

## 例子
18世纪后期，成千上万的黑人在美国独立战争期间加入了英国军队。1787年，英国王室在“自由省”塞拉利昂建立了一个据点，让这些黑人居住。一些非裔美国人发起了返回非洲的倡议，1811年，保罗·库菲将一些“自由非洲协会”的黑人运到利比里亚，利比里亚由他们逐渐建起。美国殖民协会也资助和组织了不少黑人移民。